# Doftkörvel
Doftkörvel (Chaerophyllum aromaticum) är en flockblommig växtart som beskrevs av Carl von Linné. Doftkörvel ingår i släktet rotkörvlar, och familjen flockblommiga växter. Arten är reproducerande i Sverige.